# Cộng hòa Dân chủ Congo tại Thế vận hội
Cộng hòa Dân chủ Congo (viết tắt là CHDC Congo) tham gia Thế vận hội lần đầu năm 1968, lúc đó được biết đến với tên Congo Kinshasa. Lần xuất hiện tiếp theo tại Olympic, với tên Zaire, là vào 16 năm sau (1984). Từ thời điểm đó, quốc gia này liên tục gửi các vận động viên tới các kỳ Thế vận hội Mùa hè, và chưa từng tham gia Thế vận hội Mùa đông. Từ Thế vận hội Mùa hè 2000, cái tên CHDC Congo được sử dụng.
Tính đến năm 2013, chưa một vận động viên Cộng hòa Dân chủ Congo nào giành được huy chương, khiến nước này đứng ở vị trí thứ hai trong số các nước đông dân nhất chưa từng có huy chương Thế vận hội, sau Bangladesh.
Ủy ban Olympic quốc gia của Cộng hòa Dân chủ Congo đã được thành lập năm 1963 và được công nhận bởi Ủy ban Olympic Quốc tế năm 1968.

## Bảng huy chương

### Huy chương tại các kỳ Thế vận hội Mùa hè
| Thế vận hội           | Số VĐV        | Vàng          | Bạc           | Đồng          | Tổng          | Xếp hạng      |
| 1896–1964             | không tham dự | không tham dự | không tham dự | không tham dự | không tham dự | không tham dự |
| Thành phố México 1968 | 5             | 0             | 0             | 0             | 0             | –             |
| München 1972          | không tham dự |               |               |               |               |               |
| Montréal 1976         | không tham dự |               |               |               |               |               |
| Moskva 1980           | không tham dự |               |               |               |               |               |
| Los Angeles 1984      | 8             | 0             | 0             | 0             | 0             | –             |
| Seoul 1988            | 15            | 0             | 0             | 0             | 0             | –             |
| Barcelona 1992        | 17            | 0             | 0             | 0             | 0             | –             |
| Atlanta 1996          | 14            | 0             | 0             | 0             | 0             | –             |
| Sydney 2000           | 3             | 0             | 0             | 0             | 0             | –             |
| Athens 2004           | 4             | 0             | 0             | 0             | 0             | –             |
| Bắc Kinh 2008         | 5             | 0             | 0             | 0             | 0             | –             |
| Luân Đôn 2012         | 4             | 0             | 0             | 0             | 0             | –             |
| Rio de Janeiro 2016   | 4             | 0             | 0             | 0             | 0             | –             |
| Tokyo 2020            | chưa diễn ra  |               |               |               |               |               |
| Tổng số               | Tổng số       | 0             | 0             | 0             | 0             | –             |